# کارل فردیناند کوری
کارل فردیناند کوری (انگلیسی: Carl Ferdinand Cori؛ زاده ۵ دسامبر ۱۸۹۶ درگذشته ۲۰ اکتبر ۱۹۸۴) یک دانشمند در زمینه زیست‌شیمی اهل ایالات متحده آمریکا بود. او به همراه همسر و همکارش گرتی کوری تحقیقات علمی اش را انجام داد.